# Pentadanalys
Pentadanalys är en retorisk analysmetod som fokuserar på en texts dramatiska delar. Analysen skapades av retorikern och litteraturvetaren Kenneth Burke, och är därför också ibland omnämnd som Burkes Pentad. Metoden kan användas för att svara på varför något händer och vem som agerar. Denna metod bygger vidare på Kenneth Burkes tankar om dramatismen.
Vid textkomposition kan metoden också användas som disposition eller som hjälp vid inventio.
Kenneth Burke utvecklade sina idéer om pentadanalysen i sitt verk A Grammar of Motives (1945). Pentaden formar där strukturen i dramatiken och för att finna denna struktur kopplar Burke fem retoriska element som ska finnas i alla berättelser till olika frågor - vem, vad, var, genom vilka medel, varför, hur och när. Dessa frågor sammanfattas sedan i de delar som kom att utgöra Burkes så kallade Pentadanalys.

## Pentadanalysen
Analysen beskrivs som en pentad eftersom metoden använder sig av fem huvudbegrepp i sin analys. Grekiskans pentad betyder grupp av fem. De fem delarna inom pentadanalys är handling, scen, aktör, medel och avsikt.

### Handling
Handlingen beskriver det som faktiskt sker i tanke eller handling. Handlingen säger Burke äger rum inom scenen. 
- Scen (Scene): Var äger detta rum? Scenen agerar både som bakgrund till handlingen, varför sker det nu, men är också skådeplatsen för handlingen.[5]. Scenen ska svara på frågorna "var?" och "när?"
- Agent/Aktör (Agent): Vem agerar? Aktören är personen som i scenen genomför handlingen[5]. Aktörbegreppet ska besvara frågan "vem?". Det är viktigt att hålla isär aktören från textförfattaren eller talaren. Aktören är en del av texten, inte en del av framförandet.
- Handling (Act): Vilken handling utförs?
- Metod/Medel (Agency): Med hjälp av vad/ på vilket sätt utför agenten handlingen för att uppnå syftet? Metoden/Medlet beskriver hur aktören agerade. Om personen använde sig av hjälpmedel eller dylikt[5]. Medel ska besvara frågan "hur?".
- Avsikt (Purpose): I vilket syfte utförs handlingen? Varför ageras det? Burke tar upp avsikten till varför aktören agerade som den gjorde[5]. Avsikt ska svara på frågan "varför?". I kontexten av Burkes analys bör avsikt tolkas som aktörens explicita, inte implicita, skäl till sitt agerande. Det handlar alltså inte om textförfattarens explicita- eller implicita avsikter.

## Användning
Genom att använda ovanstående komponenter kan man enligt Burke hitta orsaken till att en handling utförs, men även upptäcka vilka faktorer som verkar. Genom att analysera ett objekt och placera respektive agent, handling, avsikt, metod och syfte kan man få fram olika perspektiv av händelsen.
När metoden används behövs först och främst ett lämpligt objekt att analysera. Detta kan i princip vara vad som helst, det kan vara reportage, intervjuer, bilder, blogg, händelser med mera. Det lämpligaste är dock att analysera ett fall där symboliska handlingar utförs, det vill säga medvetna handlingar utförda av människor. Därefter fyller man i tänkbara element under varje komponent. När man gjort detta plockar man ut de två viktigaste komponenterna i händelsen för att hitta motivet i objektet.

### Exempel
För att demonstrera hur man kan använda analysmetoden tas här ett exempel som från olika perspektiv beskriver upplevelser från Klimatmötet i Köpenhamn i december 2009, där polisen grep flera hundra demonstranter med stöd av den så kallade Lymmellagen.
Här ges olika perspektiv med hjälp av Pentadanalysen.
- Här beskrivs massgripandena ur en polis synvinkel.
  - Agent: Danska polisen
  - Handling: Griper och frihetsberövar demonstranter
  - Syfte: För att förhindra upplopp och trygga säkerheten kring mötet
  - Medel: Frihetsberövande med stöd av Lymmellagen
  - Scen: Köpenhamn

- Här beskrivs samma handling fast sett ur en demonstrants synvinkel. 
  - Agent: Danska polisen
  - Handling: Förtryck av oskyldiga, fredliga demonstranter
  - Syfte: För att demonstrera sin makt
  - Medel: Lymmellagens befogenheter
  - Scen: Köpenhamn

## Kritik
Burkes metod har fått kritik för att det rör sig om "kakformskritik". Med det menas att Burkes pentadiska metod skapar ett mekaniskt analysverktyg som likt kakformar formar sin deg också kommer att forma den retoriska analysen.